# Anton Astachenkov
Anton Aleksandrovitch Astachenkov (en russe : Антон Александрович Асташенков) est un joueur russe de volley-ball né le 27 octobre 1981 à Smolensk (oblast de Smolensk, alors en URSS). Il mesure 2,01 m et joue central. Il totalise 20 sélections en équipe de Russie.

## Clubs
| Club                      | De        | À         |
| ------------------------- | --------- | --------- |
| Spartak Saint-Pétersbourg | 2000-2001 | 2004-2005 |
| Iskra Odintsovo           | 2005-2006 | 2009-2010 |
| Fakel Novy Ourengoï       | 2010-2011 | 2012-2013 |
| Lokomotiv Novossibirsk    | 2013-2014 | ...       |

## Palmarès
- Championnat du monde des moins de 19 ans (1)
  - Vainqueur : 1999
- Championnat d'Europe
  - Finaliste : 2005
- Ligue européenne
  - Finaliste : 2004
- Championnat d'Europe des moins de 19 ans (1)
  - Vainqueur : 1999
- Coupe de la CEV (avant 2007)
  - Finaliste : 2006
- Coupe de la CEV (depuis 2007)
  - Finaliste : 2010
- Championnat de Russie
  - Finaliste : 2008, 2009
- Coupe de Russie
  - Finaliste : 2008